# Sjaalman
Sjaalman is een alter ego van Eduard Douwes Dekker in zijn roman Max Havelaar.
De schrijver van het kaderverhaal, Batavus Droogstoppel, vertelt dat hij Sjaalman ontmoette en dat deze hem vroeg om een aantal geschriften te ordenen en tot een boek te verwerken. De geschriften staan bekend als het pak van Sjaalman.
Droogstoppel heeft weinig waardering voor Sjaalman: Hij heeft geen geld om een fatsoenlijke jas te kopen zodat hij zich met een sjaal moet behelpen, en dat is zijn eigen schuld want hij is lui en onhandig. Droogstoppel zelf is rijk en heeft dat - naar eigen zeggen - te danken aan zijn ijver, zijn eerlijkheid en zijn godvruchtigheid.